# 2023年约翰内斯堡火灾
2023年8月31日，南非当地时间01:30左右，约翰内斯堡的一栋大楼发生火灾，造成77人死亡，88人受伤。这是南非历史上死亡人数最多的火灾之一。目前尚不清楚火灾原因。
火灾发生在约翰内斯堡中央商务区的一栋五层废弃建筑上，亚伯特街（Albert St.）与戴弗斯街（Delvers）交界。该建筑曾经是一个大型的商业中心。楼内隔间仅以木板等易燃材料分隔，火势蔓延较快。
约有400名弱势人群临时地寄居在这栋大楼里，大多是贫困地区的移民。